# Marlysa
Marlysa est une série de bande dessinée d'heroic fantasy créée par Jean-Charles Gaudin et Jean-Pierre Danard.

## Synopsis
Village de Tolden près de la forêt de Morjeal.
Un bébé abandonné par une étrange créature... Sur son visage : un terrible secret que recouvre un masque et sous le masque, celle qui deviendra la belle et fougueuse Marlysa.
Au loin, une menace sourde et inquiétante commence à gronder.
Au-delà du mystérieux Océan des Brumes, il existe les réponses sur ses origines. Ses amis Tatrin, Cilia, Ossian et Stirius l'accompagnent dans ce périple dangereux pour affronter "L'Autre Côté" et ainsi bouleverser leur destin créant la légende de Marlysa, la femme au masque.

## Personnages
Marlysa : Jeune fille blonde et sensuelle, Marlysa passe la plupart de son temps, soit à croiser le fer avec ses amis ou ennemis, soit à chercher des réponses sur ses origines inconnues.
Ses parents adoptifs, Randin et Telsi, l'ont trouvée, abandonnée dans leur écurie par une créature peu commune, alors qu'elle n'avait que quelques mois. Il est donc décidé qu'elle garderait son visage caché, pour toujours sous un masque.
Telsi : Femme de Randin et mère adoptive de Marlysa, c'est elle qui décide de garder le bébé après sa découverte.
Randin : Mari de Telsi et père adoptif de Marlysa, était peu favorable à ce que Telsi garde le bébé. Il ne supporte pas que Marlysa ne porte pas son masque et sort de ses gonds très facilement.
Cilia : Meilleure amie de Marlysa et fille d'Axane, Cilia est une fille bien jouflue, toujours positive, elle sera très amoureuse d'Ossian.
Tatrin : Narrateur de l'histoire, secrètement amoureux de Marlysa, il perdit son œil gauche, alors qu'il n'avait que 8 ans dans la forêt, attaqué par les lods, en jouant à cache-cache avec Marlysa et Cilia.
Ossian : Ami de Marlysa, il ne fit pas particulièrement partie de l'enfance de Marlysa et n'apparaît qu'à partir du moment où il s'intégra à la fondation.

## Albums
À partir de 1998, Marlysa est publiée d'abord dans Lanfeust Mag, puis en albums chez Soleil dès cette même année. Tous les albums de la série sont édités par Soleil.

### Le Cycle des Origines
1. Le Masque, juin 1998  (ISBN 2-87764-661-0).
2. L'Ombre de Dompour, mai 1999  (ISBN 2-87764-846-X).
3. L'Autre Côté, décembre 2000  (ISBN 2-84565-022-1).
4. Bragal, juin 2002  (ISBN 2-84565-224-0)[2].
5. Le Thaumaturge, décembre 2003  (ISBN 2-84565-568-1).

- Marlysa : Le Cycle des origines (intégrale), 2009  (ISBN 978-2-302-00883-0).

### Le Cycle de l'Épée
1. La Femme-Vie, juin 2005 (ISBN 2-84565-995-4).
2. Le Waltras, novembre 2006  (ISBN 2-84946-645-X).
3. Le Waltras, épisode 2, mars 2008  (ISBN 978-2-30200-098-8).
4. La Jeunesse, octobre 2008 (ISBN 978-2-30200-317-0). Hors-série racontant la jeunesse de Marlysa, intégré au Cycle de l'épée lors de la parution de l'intégrale.

- Marlysa : Le Cycle de l'épée (intégrale), 2017  (ISBN 978-2-302-06501-7).

### Le Cycle du Secret
1. Retour à Tolden, décembre 2009 (ISBN 978-2-30200-892-2).
2. Tatrin de Tolden, décembre 2010  (ISBN 978-2-30201-385-8).
3. La Métamorphose, décembre 2011  (ISBN 978-2-302-01863-1).
4. L'Ordre noir, novembre 2012  (ISBN 978-2-302-02442-7).
5. Majesté, novembre 2013  (ISBN 978-2-302-03154-8).

- Marlysa : Le Cycle du secret (intégrale), 2018  (ISBN 978-2-302-06908-4).

### Hors cycle
1. Sœurs de sang, 2015  (ISBN 978-2-302-04347-3).
2. La Cité des rinults, 2016  (ISBN 978-2-302-05368-7).
3. L'Emprise, 2017  (ISBN 978-2-302-06500-0).
4. Le Crépuscule du masque, 2018  (ISBN 978-2-302-07276-3).
5. Renaissance, 2021  (ISBN 978-2-302-08935-8).
6. La Malédiction de Mirdrane, 2023  (ISBN 9782302095878).

### Hors série
- Les Amis de Marlysa, Soleil, 2004  (ISBN 2-84565-923-7). Recueil de dessins réalisés par divers auteurs Soleil en hommage à la série.